# ثنية اثنا عشرية صائمية
الثنية الاثناعشرية الصائمية (بالإنجليزية: duodenojejunal flexure أو duodenojejunal junction)‏ هي الحد بين الاثنا عشري والصائم.

## التركيب
يصعد الجزء الصاعد من الاثناعشري يسار الشريان الأبهر بقدر مستوى الحد العلوي للفقرة القطنية الثانية، حيث يتحول فجأة إلى الأمام ليصبح الصائم، فتتكون الثنية الاثناعشرية الصائمية. تحاط الثنية الاثناعشرية الصائمية بالعضلة المعلقة للاثناعشري.
تقع الثنية الاثناعشرية الصائمية أمام يسار العضلة القطنية الكبيرة والأوعية الكلوية اليسرى، ويغطيها الغشاء البريتوني من الأمام وجزئيا في الجانبين، مع امتداد الجزء الأيسر من المساريق.
يعد رباط ترايتس من الجهة السفلى اليمنى للحجاب الحاجز نقطة تعريف الثنية الاثناعشرية الصائمية في العمليات.:85

## صور إضافية

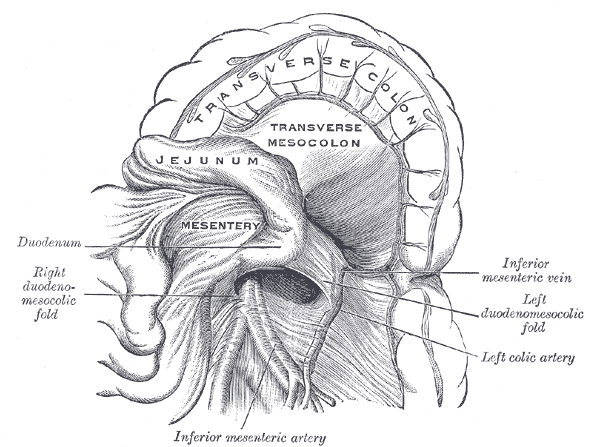
الحفرة الاثناعشرية الصائمية.
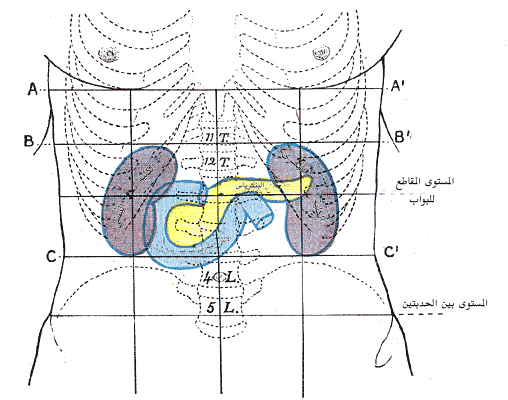
Front of abdomen, showing surface markings for الاثنا عشري والبنكرياس والكليتين.